# 軽戦車駆逐車ルッチャー
軽戦車駆逐車ルッチャー（ドイツ語: Panzerkleinzerstörers Rutscher、子供用のスキー、ソリの意）は、第二次世界大戦時のドイツの簡易対戦車車両である。日本語のカナ表記ではドイツ語発音の不十分な理解から「ルットシャー」と表記されることもある。

## 概要
第二次世界大戦時、ドイツでは1942年初頭から多様な小型駆逐車が検討され続けていた。20種類ほどの検討案の中でもBMW社の設計である「ルッチャー」と「ヴェーザーヒュッテ」が知られる存在であった。1945年1月23日の段階でもこうした車両は求められ続けていた。戦車開発委員会でのトーマレ大将の意見ではこれは戦術的に「いわゆる戦車小型駆逐車、すなわち陸上版Uボート」であり、またこの種の車輛は降下猟兵部隊からも要望が出ていた。また原材料の欠乏から対戦車車両が求められているが、かならずしも過重な砲や装甲を要求するものではなかった。
1943年にドイツ陸軍兵器局の開発・試験部が、牽引式対戦車砲を搭載する車両として、BMW社などに設計を依頼。全高1.5 m、最低部地上高0.35 m、重量3.5 - 5 t、乗員2名。装甲は正面20 mm、側面14.5 mm。直列6気筒90 hpのエンジンを搭載し、8 cm PAW 600低圧砲を2門装備した車両として設計された。
1943年以後のBMWの設計案では全高およそ1m、全長3550mmの木製モックアップを提示している。これは傾斜装甲で前面を防御し、全周を密閉した箱型の装軌車両である。6気筒直列のBMW335型エンジンを搭載し、3500回転で90psを出力した。変速にはZF社製オールクラッチ変速機AK5-25型の搭載が考慮された。なおZF側では当初一人用の車輛を考え、電気式変速機6EV20を提案していた。またギアシフト装置、ステアリング装置を含めた駆動装置部分も実際に試作している。武装は無反動連装砲を車両の右側にオフセット搭載し、左側天井部分に視察装置を設けている。その後の開発に進展はなく、新規にビュッシングNAG社に重量3t、二人乗り、90馬力の空冷式タトラ4気筒エンジンを積む車両が発注された。
1945年3月14日、大戦末期の報告書では以下のように報告されている。
全重3.5tという厳しい制約のために駆動系統と走行装置、すべてにわたり新しい機構が必要である。小型駆逐車の開発生産にはなお1年半から2年が必要である。したがってこれ以上の開発は行わない。完成重量7tから10t程度の車輛のみが完成と量産の見込みがある。もし車両の小型化に応じた兵装を施す場合にはPWK8H63（8cm対戦車弾投擲砲）しか搭載できず、有効射程はわずかに700mである。こうした車両は重装甲と重火器を具備した敵に700mまで接近する必要があり、機甲兵総監としては受け入れられない。そこで戦車小型駆逐車の計画は放棄するべきである。発注済み研究車両である3.5tヴェーザーヒュッテと7.5tダイムラーベンツは完成させ、試験のため受領する。700m以上の有効射程を得るために7.5cm砲の搭載を研究する。
PWK8H63、ラインメタル開発のこの主砲は高低圧理論を利用した砲である。薬莢点火時に擲弾筒内部の高圧室は高い圧力になる。ただ、低圧室へのガス流入はジェットプレートで抑制される。擲弾筒から砲弾が離れると低圧室に高圧ガスが流れ込み、一定圧となって筒内は前と同じ圧力に戻る。新原理により軽量で肉厚が薄く、ライフリングがない砲が造れ、重量や製作工程が軽減できた。砲口初速は550m/s、最大射程は2,000mである。